# 29 ديسمبر
- السبت
- الأحد
- الاثنين
- الثلاثاء
- الأربعاء
- الخميس
- الجمعة

- 298 جمادى الآخرة 1447  هـ
- 309 جمادى الآخرة 1447  هـ
- 110 جمادى الآخرة 1447  هـ
- 211 جمادى الآخرة 1447  هـ
- 312 جمادى الآخرة 1447  هـ
- 413 جمادى الآخرة 1447  هـ
- 514 جمادى الآخرة 1447  هـ
- 615 جمادى الآخرة 1447  هـ
- 716 جمادى الآخرة 1447  هـ
- 817 جمادى الآخرة 1447  هـ
- 918 جمادى الآخرة 1447  هـ
- 1019 جمادى الآخرة 1447  هـ
- 1120 جمادى الآخرة 1447  هـ
- 1221 جمادى الآخرة 1447  هـ
- 1322 جمادى الآخرة 1447  هـ
- 1423 جمادى الآخرة 1447  هـ
- 1524 جمادى الآخرة 1447  هـ
- 1625 جمادى الآخرة 1447  هـ
- 1726 جمادى الآخرة 1447  هـ
- 1827 جمادى الآخرة 1447  هـ
- 1928 جمادى الآخرة 1447  هـ
- 2029 جمادى الآخرة 1447  هـ
- 211 رجب 1447  هـ
- 222 رجب 1447  هـ
- 233 رجب 1447  هـ
- 244 رجب 1447  هـ
- 255 رجب 1447  هـ
- 266 رجب 1447  هـ
- 277 رجب 1447  هـ
- 288 رجب 1447  هـ
- 299 رجب 1447  هـ
- 3010 رجب 1447  هـ
- 3111 رجب 1447  هـ
- 112 رجب 1447  هـ
- 213 رجب 1447  هـ

29 ديسمبر أو 29 كانون الأوَّل أو يوم 29 \ 12 (اليوم التاسع والعشرون من الشهر الثاني عشر) هو اليوم الثالث والستون بعد الثلاثمائة (363) من السنة، أو الرابع والستون بعد الثلاثمائة (364) في السنوات الكبيسة، وفقًا للتقويم الميلادي الغربي (الغريغوري). يبقى بعده يومان على انتهاء السنة.

## أحداث
- 1170 - اغتيال القديس توماس بيكيت في كاتدرائية كانتربري بواسطة أتباع الملك هنري الثاني وذلك نتيجة لصراع معه.
- 1778 - الجيش البريطاني بقيادة أرشيبالد كامبل يحتل سافانا في جورجيا وذلك خلال حرب الاستقلال الأمريكية.
- 1786 - انعقاد جمعية الأعيان خلال الثورة الفرنسية.
- 1874 ـ الجنرال مارتينيث كامبوس يعلن عن تمرد ساغونتو لصالح عودة نظام بوربون الملكي في شخص الدون الفونسو دي بوربون نجل إيزابيل الثانية.
- 1890 ـ وقوع مذبحة الركبة الجريحة، التي قُتل فيها ما لا يقل عن 150 من هنود اللاكوتا على يد الجيش الأمريكي.
- 1930 - محمد إقبال يلقي خطاب رئاسي في مدينة الله آباد قدم فيه نظرية الدولتين والخطوط العريضة لرؤية إنشاء باكستان.
- 1940 - الطائرات الألمانية تقصف لندن بالقنابل الحارقة وقد أدى ذلك إلى اشتعال النيران في أنحاء المدينة ومبنى البرلمان، كما أدى إلى مصرع ما يقارب 3600 مدني بريطاني وذلك بفترة الحرب العالمية الثانية.
- 1944 - صدور أول عدد من جريدة لوموند الفرنسية.
- 1947 - منظمة الإرجون اليهودية تنفذ مذبحة في باب العمود في القدس وتقتل وتجرح 41 فلسطينيًا.
- 1975 - صدور قانون بريطاني يضع حدًا للتمييز بين الجنسين في الأجور، ونص القانون على حق المرأة بالحصول على أجر مساو لأجر الرجل، كما يمنحها حقوقًا متساوية في العمل والمجتمع، وأصبح التمييز بين الجنسين من قبل أصحاب العمل أمراً غير قانوني ويعاقب عليه القانون.
- 1989 - انتخاب فاتسلاف هافيل كأول رئيس غير شيوعي لتشيكوسلوفاكيا.
- 1992 - تنظيم القاعدة يقوم بأول عملية هجوم بتفجير قنبلتين في عدن باليمن استهدفت الأولى فندق موفنبيك والثانية موقف السيارات التابع لفندق جولدموهر.
- 1993 - اختتام محادثات فلسطينية إسرائيلية في القاهرة بين وزير الخارجية إسرائيلي شمعون بيريز وممثل السلطة الوطنية الفلسطينية محمود عباس دون تسوية العقبات المتعلقة بالأمن.
- 1997 - هونغ كونغ تبدأ بقتل 1250000 دجاجة لوقف انتشار مرض إنفلونزا الطيور.
- 1998 - قادة الخمير الحمر في كمبوديا يقدمون اعتذارهم عن المجازر التي ارتكبوها بحق المدنيين إبان سبعينيات القرن العشرين والتي نتج عنها حوالي مليون ونصف المليون قتيل.
- 2001 - حريق كبير في الحي التاريخي وسط العاصمة البيروفية ليما يؤدي إلى مصرع 280 شخصاً وإصابة آلاف.
- 2016 - الإعلان عن اتفاق روسي تركي لوقف إطلاق النار في سوريا تمهيدًا لحل سياسي ينهي الأزمة السورية.
- 2019 - القوات الجوية الأمريكية تشُن غارة على عدَّة معسكرات تابعة لِلحشد الشعبي وكتائب حزب الله العراق مما أدَّى إلى مقتل 25 مقاتلًا وإصابة 55 آخرين.
- 2020 - مقتل ما لا يقل عن 7 أشخاص وإصابة أكثر من 20 آخرين جراء زلزال بقوة 6.4 ضرب مدينة بترينجا بكرواتيا.
- 2024 - تحطم طائرة طيران جيجو الرحلة رقم 2216 في مطار موان الدولي في كوريا الجنوبية، ما أدى لمصرع 179 راكبًا ونجاة اثنين فقط.

## مواليد
- 1709 - إليزابيث، عاشر أباطرة روسيا.
- 1800 - تشارلز جوديير، عالم كيمياء ومخترع أمريكي.
- 1808 - أندرو جونسون، رئيس الولايات المتحدة السابع عشر.
- 1809 - وليم غلادستون، رئيس وزراء المملكة المتحدة.
- 1867 - آني مونتيغو ألكسندر، إحاثية أمريكية.
- 1895 - أحمد بن عبد الله السنان، غموضي وعالم رياضيات وفقيه وكاتب سعودي.
- 1910 - رونالد كوس، اقتصادي بريطاني حاصل على جائزة نوبل في العلوم الاقتصادية عام 1991.
- 1925 - رجاء يوسف، ممثلة مصرية.
- 1938 - جون فويت، ممثل أمريكي.
- 1939 - محسنة توفيق، ممثلة مصرية.
- 1942 - راجيش خانا، ممثل هندي.
- 1949 - سليمة لعبيدي، ممثلة جزائرية.
- 1954 - تركي عامر، شاعر فلسطيني من عرب الداخل.
- 1957 -
  - صلاح الشرنوبي، ملحن مصري.
  - بروس بوتلر، عالم مناعة أمريكي حاصل على جائزة نوبل في الطب عام 2011.
- 1959 - باتريشيا كلاركسون، ممثلة أمريكية.
- 1960 - أشرف زكي، ممثل مصري.
- 1970 - إنريكو كييزا، لاعب كرة قدم إيطالي.
- 1972 - جود لو، ممثل إنجليزي.
- 1978 - كيرون داير، لاعب كرة قدم إنجليزي.
- 1979 - زهور حسين، ممثلة بحرينية.
- 1988 - أجنيس سافاي، لاعبة كرة مضرب مجرية.

## وفيات
- 721 - غيميه، إمبراطورة اليابان.
- 1170 - توماس بيكيت، أسقف كانتربيري.
- 1745 - نور الدين الجزائري، فقيه جعفري وكاتب إيراني.
- 1825 - جاك لوي دافيد، رسام فرنسي.
- 1903 - محمد هادي الطهراني، فقيه مسلم ومؤلف ومدرس إيراني.
- 1906 - إبراهيم اليازجي، لغوي وناقد وأديب لبناني.
- 1924 - كارل شبيتلر، أديب سويسري حاصل على جائزة نوبل في الأدب عام 1919.
- 1929 - فيلهلم مايباخ، رجل أعمال ومصمم سيارات ألماني.
- 1986 -
  - هارولد ماكميلان، رئيس وزراء المملكة المتحدة.
  - أندري تاركوفسكي، مخرج وممثل وكاتب روسي.
- 2001 - شوقي فاخوري، سياسي لبناني.
- 2003 -
  - أحمد صدقي الدجاني، مفكر فلسطيني.
  - خايمي دي بينييس، دبلوماسي إسباني.
- 2020 -
  - حاتم علي، مخرج وكاتب وممثل سوري.
  - بيير كاردان، مصمم أزياء فرنسي إيطالي.
- 2022 - بيليه، لاعب كرة قدم برازيلي.
- 2024 -
  - جيمي كارتر، الرئيس التاسع والثلاثين للولايات المتحدة.
  - أحمد عدوية، مُغني مصري.

## أعياد ومناسبات
- يوم القديس توماس بيكيت.

## وصلات خارجية
- وكالة الأنباء القطريَّة: حدث في مثل هذا اليوم.
- النيويورك تايمز: حدث في مثل هذا اليوم.
- BBC: حدث في مثل هذا اليوم.